# Konstnärlig doktor
Konstnärlig doktor är en titel inom svenska högskolor som erhålls genom doktorsexamen. Den instiftades 2010 när tio doktorander antogs till forskarskolan vid den konstnärliga fakulteten på Göteborgs universitet.